# ダン・カーター
ダニエル・ウィリアム・カーター ONZM（Daniel William Carter ONZM 、1982年3月5日 - ）は、ニュージーランドの元ラグビー選手。ポジションはフライハーフ（スタンドオフ）。ギブンネームは通常ダニエルの短縮形の「ダン（Dan）」と表記される。
IRB年間最優秀選手賞3回受賞。テストマッチ個人通算ポイント数歴代最多記録保持者。

## 来歴
クライストチャーチ郊外サウス・ブリッジ生まれ。クライストチャーチ・ボーイズ・ハイスクール卒業。NPCカンタベリー、スーパー14クルセイダーズ、ラグビーニュージーランド代表（オールブラックス）に選出された。
2003年にクルセイダーズにデビューし、同年6月21日の対ウェールズ戦で初キャップを獲得した。当時のオールブラックスではカーロス・スペンサーが不動の正スタンドオフ（背番号10番）であり、カーターはインサイドセンター（12番）に回っていたが、スペンサーが怪我で参加しなかった2004年11月の欧州遠征で正スタンドオフに抜擢され、以降、不動のスタンドオフとなった。
ワールドラグビーの年間最優秀選手に3回選出されるなど、世界最高のスタンドオフと評される。
ゴールキックの精度も高く、2006年末までに35テストマッチに出場して540得点を記録している。特に、2005年7月2日の対ブリティッシュ＆アイリッシュ・ライオンズ第2テストマッチでは33点を挙げ、従来のオールブラックスの対ライオンズ戦個人最多得点記録の18点を大幅に更新した。また2006年のスーパー14では、この年から年間試合数が2試合増えたことにも助けられ、221得点を挙げて大会記録を更新した。
2002年からホッケー女子ニュージーランド代表のホナー・ディロンと交際し2010年10月15日にディロンと婚約を発表。2013年に長男、2015年に次男が誕生。
2010年11月27日に開催されたラグビーウェールズ代表との試合でテストマッチ個人通算1188ポイントを記録し、ジョニー・ウィルキンソン（イングランド代表）を超え歴代1位となった。
2011年、自国開催のワールドカップでは大会中の練習で負傷し、試合に出場できなくなったがニュージーランド代表は優勝した。
2015年、イングランドで開催されたワールドカップに出場し正フライハーフとして活躍、チームの史上初の連覇に貢献した。大会終了後にニュージーランド代表から引退し、フランストップ14のラシン92とラグビー界史上最高額とされる年俸で契約した。
2016年7月8日、ダン・カーター自伝 -オールブラックス伝説の10番-（原題：DAN CARTER THE AUTOBIOGRAPHY OF AN ALL BLACKS LEGEND、出版：東洋館出版社）日本語版が発売される。
2018-2019シーズンは神戸製鋼コベルコスティーラーズに加入（契約期間は2年）。同年9月14日に行われたジャパンラグビートップリーグ第3節のサントリーサンゴリアス戦に先発出場で日本での公式戦初出場を果たす。
2020年、神戸製鋼コベルコスティーラーズを退団後、同年6月、ブルーズに加入。
2021年、現役引退を発表。

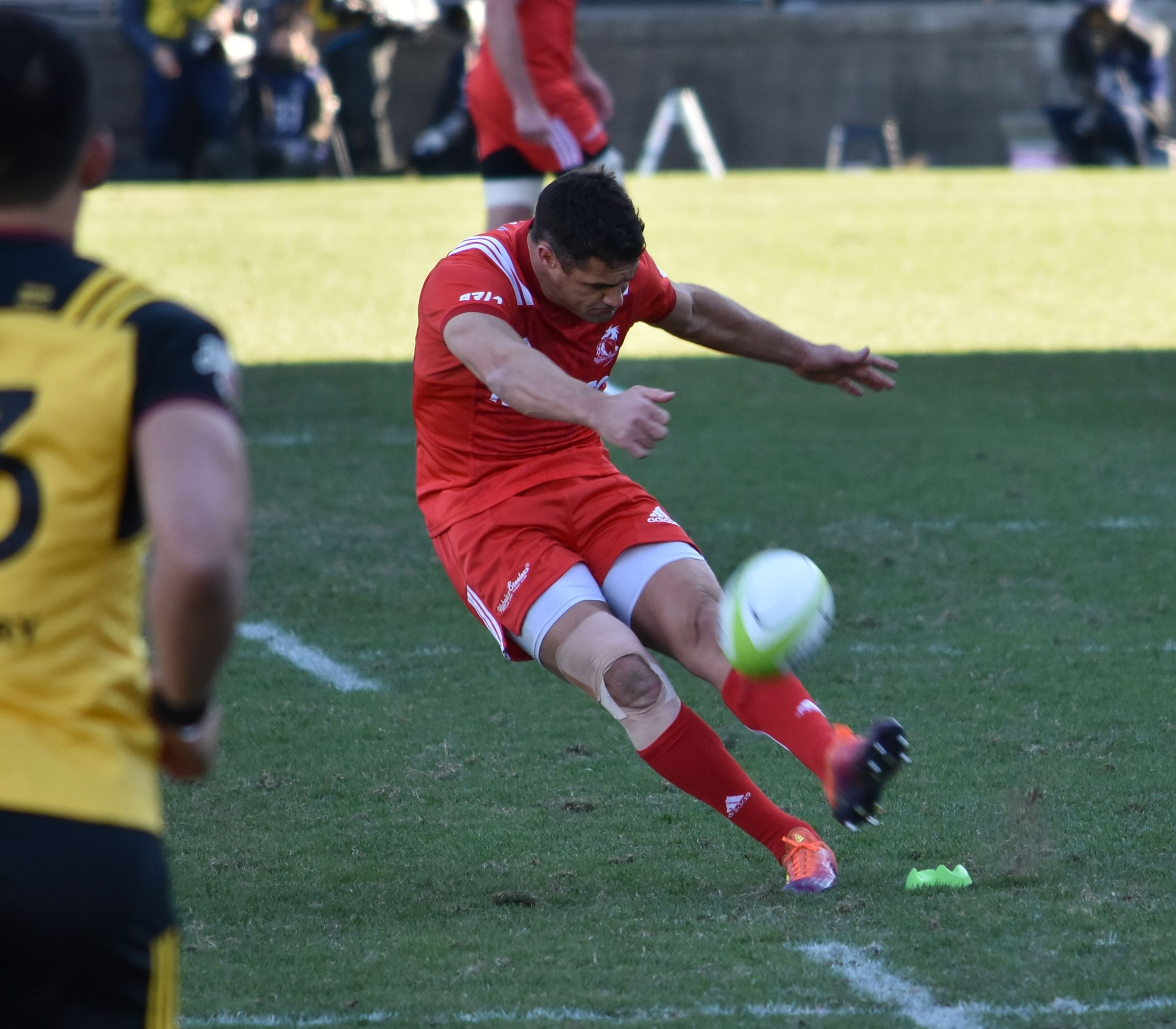
第56回日本ラグビーフットボール選手権大会兼トップリーグ総合順位決定トーナメント決勝（2018年12月15日撮影）
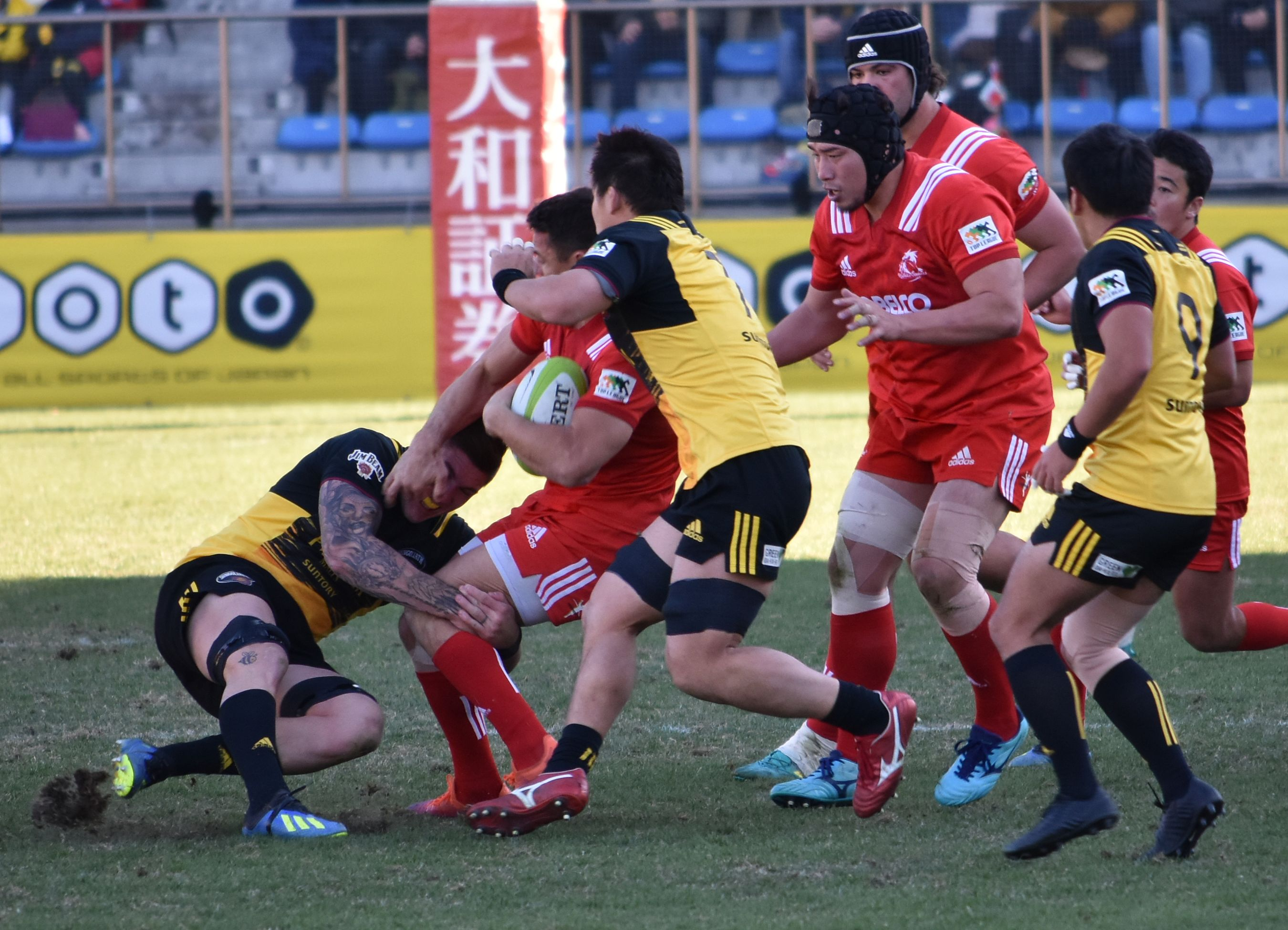
同左（2018年12月15日撮影）
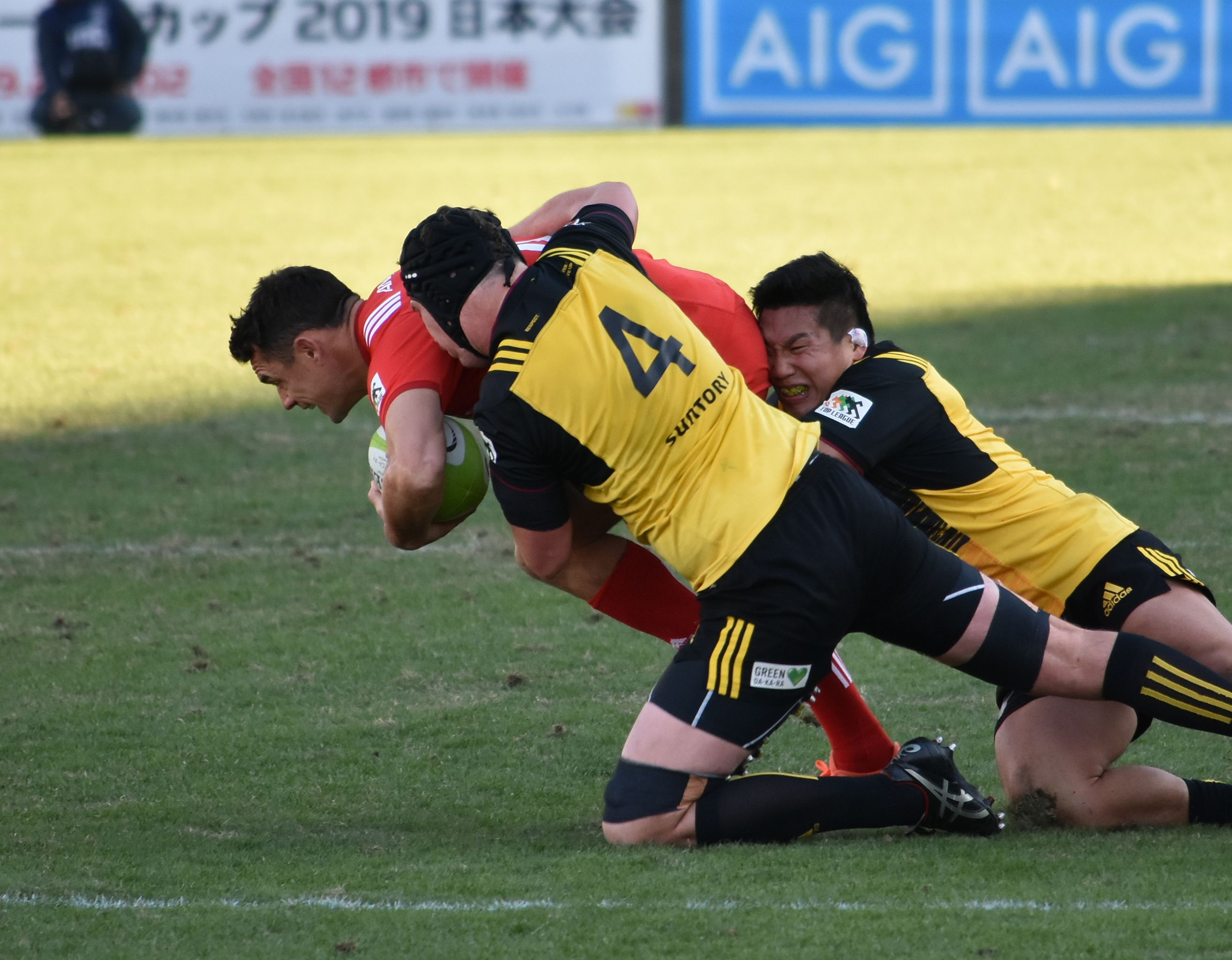
同左（2018年12月15日撮影）
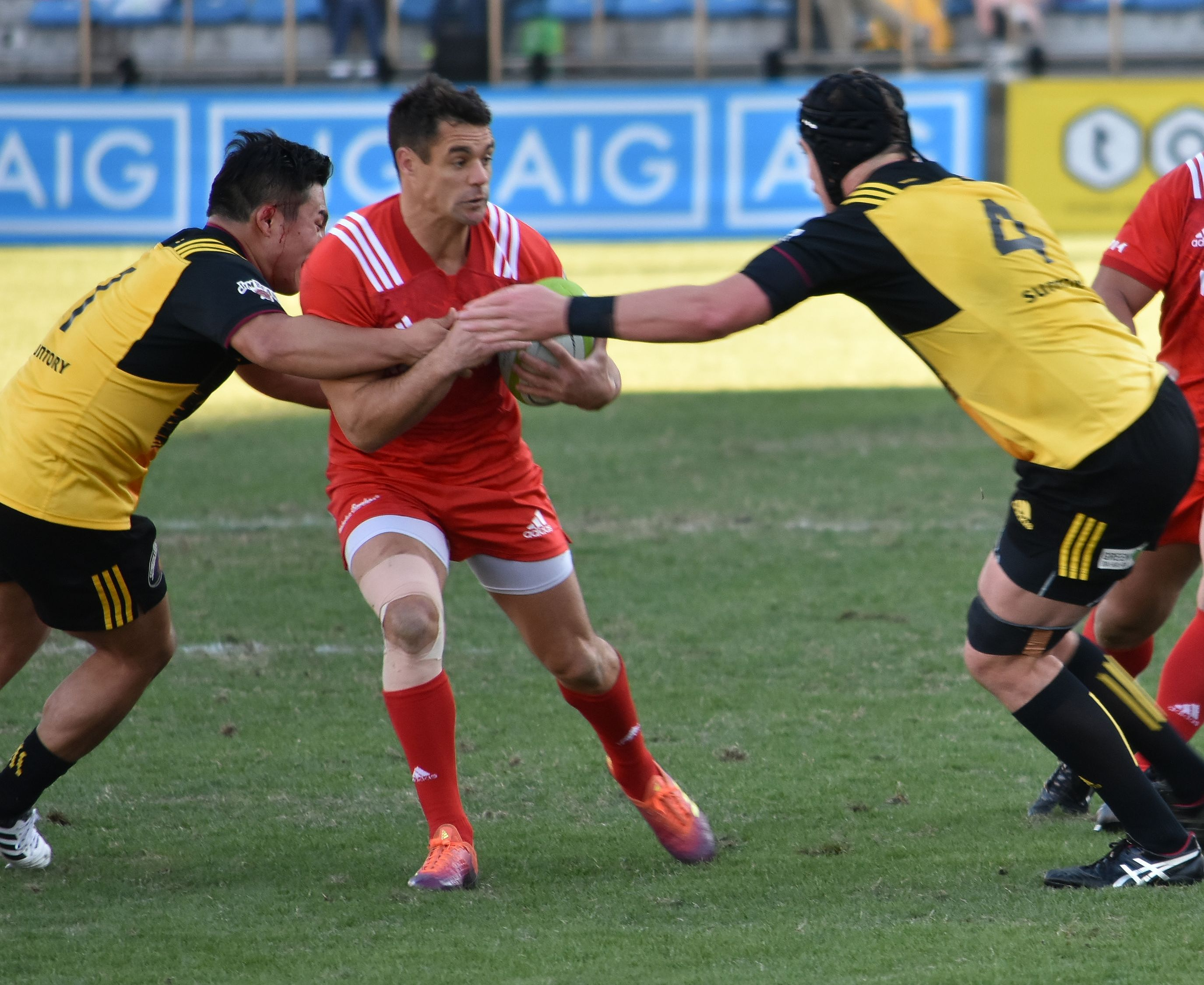
同左（2018年12月15日撮影）
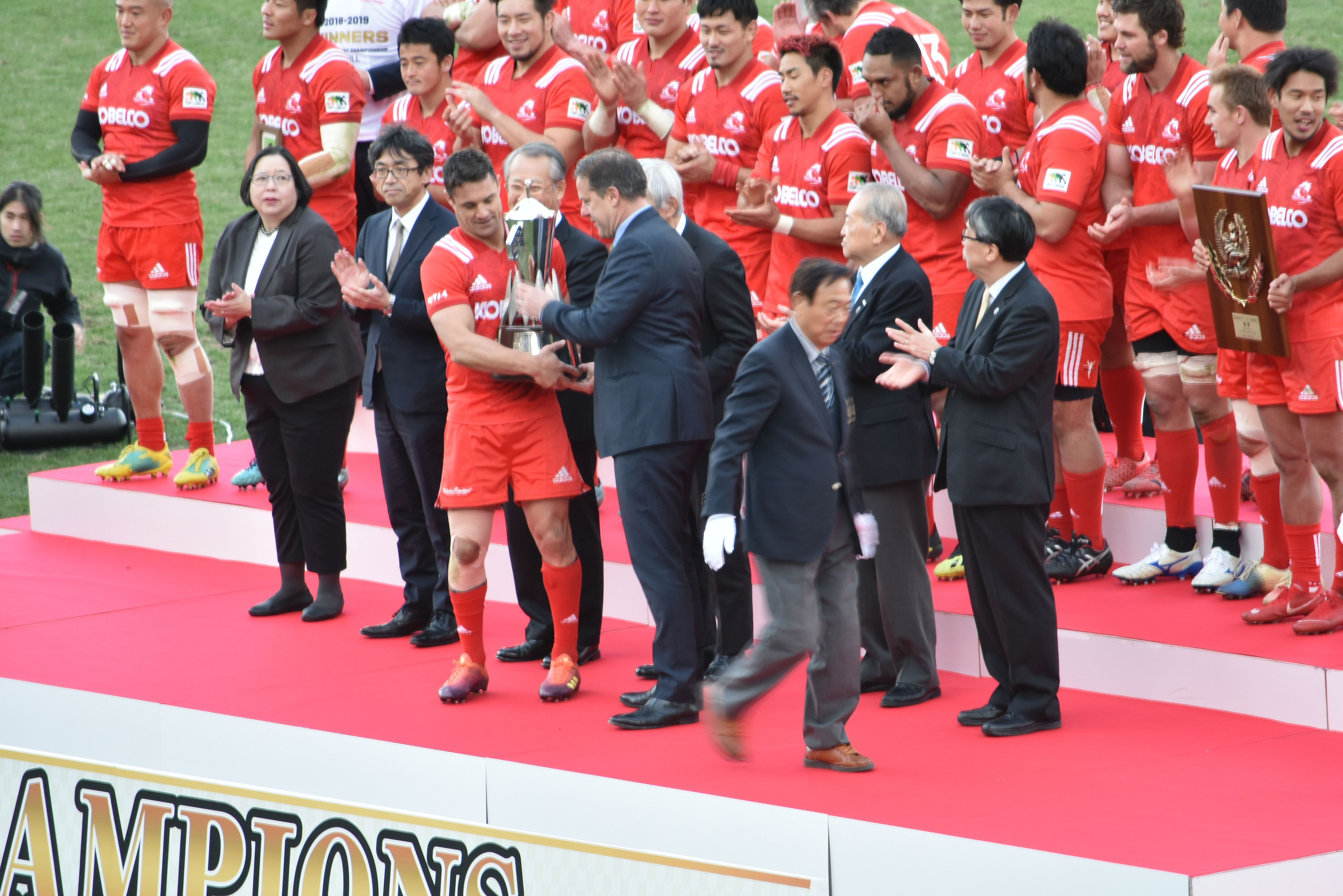
同左（2018年12月15日撮影)